# Vostok 6
Vostok 6 (rusko Восток-6, Vzhod 6) je bil del sovjetskega vesoljskega programa Vostok. Kakor Vostok 3 in 4 sta bila Vostok 5 in 6 skupni odpravi. Najprej so dva dni prej izstrelili Vostok 5 z Bikovskim na krovu, za njim pa še Vostok 6. Kapsuli sta se na krožnici okoli Zemlje približali druga drugi.
Vostok 6 so izstrelili 16. junija 1963 in je ponesel edino kozmonavtko Valentino Vladimirovno Tereškovo, prvo žensko v vesoljskem prostoru. Njen polet je bil bolj reklamni preskus, vendar so zbrali podatke odziva ženskega telesa na vesoljski polet. Na začetku so načrtovali, da bosta v obeh Vostokih poleteli ženski.
Prva nadomestna kozmonavtka odprave je bila Irina Bajanovna Solovjova, druga nadomestna pa Valentina Leonidovna Ponomarjova.
Povratno kapsulo imajo razstavljeno v muzeju RKK Energija v Kalugi.
To je bil zadnji polet plovil tipa Vostok. Zaradi vesoljske tekme in bojazni pred izstrelitvijo ameriškega plovila Gemini so naslednjo odpravo načrtovali že s tremi člani posadke.
| Predhodna odprava: Vostok 5 | Program Vostok | Naslednja odprava: Voshod 1 |